# Цифотиляпии
Цифотиляпии (лат. Cyphotilapia) — род рыб семейства цихловые эндемики озера Танганика. Единственный представитель трибы Cyphotilapiini.

## Описание
Характерными особенностями рыб этого рода являются горб на лбу и широкие вертикальные полос на теле. Длина тела около 15—24 см, редко до 33 см.
Инкубирующий вид, самки вынашивают во рту кладку из 30-40 мальков более месяца, весь инкубационный период самка практически не питается. В природе цифотиляпии ведут стайный образ жизни, держась групами, могут опускаться на глубину около 70 метров.
У любителей цихловых виды рода Cyphotilapia являются одними из самых востебованных и любимых аквариумных рыб, недаром цифотиляпий называют «Королева Танганьики». В русскоязычной литературе укоренилось очень удачное название «лобастая цифотиляпия зебра».
Несмотря на свои впечатляющие размеры эти рыбы сравнительно мирного нрава, но лучше всего они себя чувствуют в больших аквариумах в группе себе подобных, или в компании с неагрессивными соседями.
Самой распространенной и доступной рыбой из рода является Cyphotilapia frontosa (Burundi), одними из самых восстребованных Cyphotilapia gibberosa blue Zaire — (Moba), Cyphotilapia gibberosa blue Zaire — (Kapampa), Cyphotilapia gibberosa - (Mpimbwe), кроме того селекционеры вывели альбиносную форму и «черную вдову».

## Классификация
В роде описано два валидных вида:
- Cyphotilapia gibberosa — Takahashi & Nakaya, 2003
- Cyphotilapia frontosa — (Boulenger, 1906)

Кроме того имеется множество географически изолированных рас, так называемых локалитетов, различающиеся окраской и некоторыми другими морфологическими признаками.